# 6a etapa del Tour de França de 2009
La 6a etapa del Tour de França de 2009 es disputà el dijous 9 de juliol sobre un recorregut de 181,5 quilòmetres entre Girona i Barcelona. La victòria fou pel noruec Thor Hushovd, que guanyà a l'esprint.

## Història
La darrera vegada que el Tour de França arribà a Barcelona fou el 2 de juliol de 1965. En aquella ocasió la victòria fou pel català d'adopció José Pérez Francés, que arribà en solitari després d'una maratoniana escapada des d'Ax-les-Thermes.

## Recorregut de l'etapa
L'etapa, amb sortida des del Parc de la Devesa, travessa tot Girona (rotonda del Rellotge, avinguda d'en Ramon Folch, Gran Via de Jaume I, carrer Sant Francesc, plaça Catalunya, carrers General Mendoza, Ultònia, Migdia, Creu, plaça Països Catalans i carrer d'Emili Grahit) per dirigir-se cap a Cassà de la Selva i Sant Feliu de Guíxols, on comencen a resseguir la costa fins a l'altura de Caldes d'Estrac, ja al Maresme. Abans, d'aquest punt els ciclistes hauran superat les dues primeres dificultats muntanyoses del dia, l'alt de Sant Feliu de Guíxols i l'alt de Tossa de Mar i els dos primers esprints especials, el de Lloret de Mar i el de Sant Pol de Mar. Un cop a Caldetes els ciclistes afronten la part més complicada de l'etapa, el pas cap al Vallès, amb els ports de Sant Vicenç de Montalt i el Collsacreu, tots dos de 3a categoria. Un cop al Vallès els ciclistes afronten un nou esprint especial a Cardedeu i en passar per Sant Fost de Campcentelles inicien l'ascens a l'alt de la Conreria, darrera dificultat del dia i que acosta els ciclistes a Barcelona. Una vegada ja als carrers de Barcelona el recorregut és el següent: Rbla. Guipúscoa, Av. Meridiana, Consell de Cent, Pg. Sant Joan, Pg. Lluís Companys, Pg. Pujades, Pg. Picasso, Av. Marquès de l'Argentera, Pg. Isabel II, Pg. Colom, Pg. Josep Carner, Av. Paral·lel, Pl. Espanya, Av. Maria Cristina, Av. Marquès de Comillas i Av. Estadi, on està situada l'arribada, després d'uns darrers quilòmetres en lleuger ascens.

## Desenvolupament de l'etapa
Els primers 25 km de l'etapa van ser de constants atacs, però cap d'ells fructificà. Sols David Zabriskie aconseguí quedar-se al capdavant un parell de quilòmetres, que li permeté passar destacat per l'alt de Sant Feliu de Guíxols. Al km 46 el que atacà va ser David Millar, company d'equip de Zabriskie. Sylvain Chavanel i Stéphane Augé també atacaren i al km 49 s'uniren el trio capdavanter.
La bona situació a la classificació general de David Millar dificultà que el trio agafés diferències, però en passar per Lloret de Mar aquesta ja era de 3' 45". L'equip Astana comandà en tot moment el gran grup per evitar sobresalts en una carretera cada cop més mullada a causa de la pluja que començava a caure. Stéphane Augé puntuà en els diferents ports de muntanya que hi havia dispersos pel recorregut i això li permeté assegurar-se el mallot de la muntanya al pas per Collsacreu. Durant aquesta ascensió, Amets Txurruka s'havia escapat del gran grup i aconseguí unir-se al grup capdavanter al km 111.
Durant el trajecte per les carreteres del Vallès les diferències es mantingueren al voltant del minut i mig. A 29 km per a l'arribada, Millar decidí marxar en solitari i al pas pel cim de la Conreria la diferència respecte Txurruka era de 28", mentre que els altres dos companys ja s'havien reintegrat al gran grup.
Els nervis eren presents entre els ciclistes per culpa d'uns carrers molt molls a causa de la fortíssima pluja que havia estat caient a Barcelona durant bona part del dia, i això provocà nombroses caigudes com ara les patides per Michael Rogers o Tom Boonen, entre molts d'altres.
A l'entrada dels carrers de Barcelona la diferència de Millar era d'un minut respecte a Txurruka i Remi Pauriol, que poc abans s'havia escapat del gran grup. Aquesta diferència va anar disminuint fins a tenir sols 25" a manca de 3 km, a l'avinguda Paral·lel, i de menys de 15" en sortir de l'Avinguda Maria Cristina. En les primeres rampes d'ascens a Montjuïc Millar fou finalment agafat per un gran grup sols format per una quarantena de membres. El llarg esprint, en lleugera pujada, fou guanyat per Thor Hushovd, per davant d'Óscar Freire i José Joaquín Rojas. El líder de la general, Fabian Cancellara, arribà en el grup principal i no hi hagué cap canvi substancial en les classificacions.
Les carreteres i carrers de tots els pobles que van veure creuar el Tour es van omplir de gent, sent més mig milió de persones les que van veure l'etapa en directe, segons fonts no oficials, tot i la forta pluja caiguda a bona part del recorregut.

## Esprints intermedis
| 1r | Sylvain Chavanel | 6 pts |
| 2n | Stéphane Augé    | 4 pts |
| 3r | David Millar     | 2 pts |

| 1r | David Millar     | 6 pts |
| 2n | Sylvain Chavanel | 4 pts |
| 3r | Stéphane Augé    | 2 pts |

| 1r | Sylvain Chavanel | 6 pts |
| 2n | Amets Txurruka   | 4 pts |
| 3r | David Millar     | 2 pts |

## Ports de muntanya
| 1r | Alexandre Botxarov | 3 pts |
| 2n | David Zabriskie    | 2 pts |
| 3r | Amets Txurruka     | 1 pt  |

| 1r | Stéphane Augé    | 3 pts |
| 2n | Sylvain Chavanel | 2 pts |
| 3r | David Millar     | 1 pt  |

| 1r | Stéphane Augé    | 4 pts |
| 2n | Sylvain Chavanel | 3 pts |
| 3r | David Millar     | 2 pts |
| 4t | Amets Txurruka   | 1 pt  |

| 1r | Stéphane Augé    | 4 pts |
| 2n | Sylvain Chavanel | 3 pts |
| 3r | David Millar     | 2 pts |
| 4t | Amets Txurruka   | 1 pt  |

| 1r | David Millar   | 3 pts |
| 2n | Amets Txurruka | 2 pts |
| 3r | Remi Pauriol   | 1 pt  |

## Classificació de l'etapa
|     | Ciclista           | Equip            | Temps        |
| --- | ------------------ | ---------------- | ------------ |
| 1.  | Thor Hushovd       | Cervélo TestTeam | 4h 21min 33s |
| 2.  | Óscar Freire       | Rabobank ProTeam | m.t          |
| 3.  | José Joaquín Rojas | Caisse d'Epargne | m.t          |
| 4.  | Gerald Ciolek      | Milram           | m.t          |
| 5.  | Franco Pellizotti  | Liquigas         | m.t          |
| 6.  | Filippo Pozzato    | Team Katusha     | m.t          |
| 7.  | Alessandro Ballan  | Lampre-NGC       | m.t          |
| 8.  | Rinaldo Nocentini  | AG2R La Mondiale | m.t          |
| 9.  | Cadel Evans        | Silence-Lotto    | m.t          |
| 10. | Fabian Cancellara  | Team Saxo Bank   | m.t          |

## Classificació general
|    | Ciclista              | Equip             | Temps       |
| -- | --------------------- | ----------------- | ----------- |
| 1  | Fabian Cancellara     | Team Saxo Bank    | 19h 29' 22" |
| 2  | Lance Armstrong       | Team Astana       | m. t.       |
| 3  | Alberto Contador      | Team Astana       | + 19"       |
| 4  | Andreas Klöden        | Team Astana       | + 23"       |
| 5  | Levi Leipheimer       | Team Astana       | + 31"       |
| 6  | Bradley Wiggins       | Garmin-Slipstream | + 38"       |
| 7  | Tony Martin           | Team Columbia-HTC | + 52"       |
| 8  | Christian Vande Velde | Garmin-Slipstream | + 1' 16"    |
| 9  | Gustav Larsson        | Team Saxo Bank    | + 1' 22"    |
| 10 | Maxime Monfort        | Team Columbia-HTC | + 1' 29"    |

## Classificacions annexes

### Classificació per punts

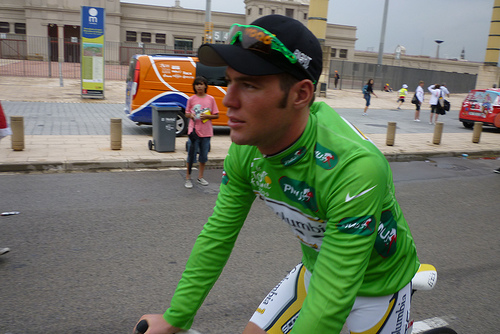
Mark Cavendish vestint el mallot verd a Barcelona

| Classificació per punts | Total   |
| ----------------------- | ------- |
| Mark Cavendish          | 106 pts |
| Thor Hushovd            | 105 pts |
| Gerald Ciolek           | 66 pts  |

### Classificació de la muntanya
| Classificació de la muntanya | Total  |
| ---------------------------- | ------ |
| Stéphane Augé                | 14 pts |
| Jussi Veikkanen              | 9 pts  |
| Sylvain Chavanel             | 8 pts  |

### Classificació del millor jove
| Classificació del millor jove | Temps       |
| ----------------------------- | ----------- |
| Tony Martin                   | 19h 30' 14" |
| Roman Kreuziger               | + 39"       |
| Vincenzo Nibali               | + 44"       |

### Classificació per equips
| Classificació per equips | Total       |
| ------------------------ | ----------- |
| Team Astana              | 56h 54' 18" |
| Team Saxo Bank           | + 02' 33"   |
| Team Columbia-HTC        | + + 02' 45" |

### Combativitat
- David Millar

## Abandonaments
- Robert Gesink. No surt. Una caiguda el dia anterior ho impedeix.[5]